# Художня галерея Нової Шотландії
 Художня галерея Нової Шотландії  (англ. Art Gallery of Nova Scotia) — музей в місті Галіфакс (провінція Нова Шотландія, Канада). Галерея розташована в центральній частині міста за адресою: вулиця Холліс, 1723. Галерея має філію в місті Ярмут.

## Історія
Галерея була заснована в 1908 році як музей витончених мистецтв Нової Шотландії. У 1975 році офіційно перейменована в Художню галерею Нової Шотландії і переїхала в будинок колишньої Школи мистецтв і дизайну на Кобург-Роуд.
У 1988 році галерея перемістилася в свою нинішню будівлю Домініон-Білдінгу, побудовану в 1865 році Девідом Стірлінгом і Вільямом Хеєм для поштового відділення і митниці та спеціально реконструйоване для розміщення колекції галереї.

## Колекція

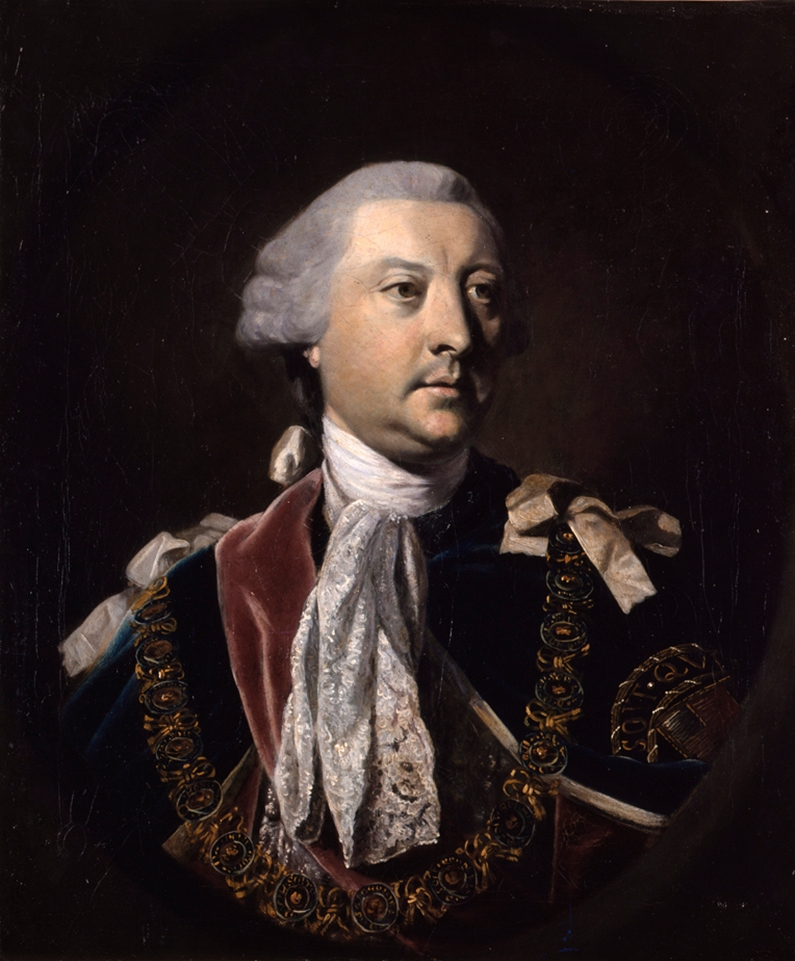
Джошуа Рейнольдс, портрет Джорджа Монтегю-Данка, 2-го графа Галіфаксу

Музейна колекція нараховує понад 15 тисяч творів мистецтва. У колекції представлені як класичний живопис і скульптура, так і інуїтське мистецтво.
Найбільш відомі роботи в колекції музею:
- Джошуа Рейнольдс, «Портрет Едуарда Корнуолліса»
- Джошуа Рейнольдс, «Портрет Джорджа Монтегю-Данка, 2-го графа Галіфаксу»
- Рой Стенлі, «Портрет хлопчика в червоному капелюсі»
- Самюель Скотт, «Британські кораблі на якірній стоянці біля Аннаполісу»
- Мері Пратт, «Недільний обід»
- Джеймс Макдональд, «Атлантичне узбережжя Нової Шотландії біля річки Петіт»
- Артур Лисмер, «Сяйво сонця»
- Форшоу Дей, «Олень біля річки (Нова Шотландія)»
- Мод Льюїс, «Будинок художника»
- Френсіс Баннерман «Осінній метелик-голубянка»